# Mój książę
Mój książę (ang. The Duke and I) – amerykański romans historyczny z 2000 autorstwa Julii Quinn. Po raz pierwszy został wydany przez Avon. Pierwsze polskie wydanie ukazało się w grudniu 2000 nakładem wydawnictwa Pol-Nordica, w tłumaczeniu Wiesława Lipowskiego pod tytułem Książę i ja. To pierwsza powieść z cyklu Bridgertonowie, opowiadającym o rodzeństwie z bogatej rodzony i ich historiach miłosnych z okresu regencji. Mój książę dotyczy Daphne, czwartego dziecka i najstarszej córki w rodzinie. Na podstawie powieści został stworzony pierwszy sezon serialu Bridgertonowie. 

## Odbiór
Po premierze serialu Bridgerton na Netfliksie 25 grudnia 2020 sprzedaż powieści i innych książek z serii Quinn gwałtownie wzrosła. Przez wiele tygodni zajmowała 1. miejsce na liście bestsellerów „New York Timesa”. W styczniu 2021 i w następnym tygodniu zajmowała 11. miejsce na liście bestsellerów „Publishers Weekly”, a także 9. miejsce na liście książek wydanych w miękkiej oprawie. 